# Æsaronenses
Gli Æsaronenses, detti anche Aesaronenses o Esaronensi, furono un'antica tribù della Sardegna descritta da Tolomeo (III, 3). Abitarono a sud dei Salcitani e dei Lucuidonenses e a nord dei Æchilenenses o Cornenses.